# Phân biệt thuyết bộ
Phân biệt thuyết bộ (Phạn; Pāli: Vibhajjavāda; chữ Hán: 分別說部), còn gọi là Phân biệt bộ hay Phân tích bộ, là một danh xưng chung chỉ các nhóm tăng sĩ khác nhau thời kỳ đầu thuộc Sthavira Nikaya, nhưng có quan điểm bác bỏ học thuyết Sarvāstivāda (đặc biệt là học thuyết "nhất thiết hữu", sa. "sarvam asti") và học thuyết "Bổ-đặc-già-la" (sa. Pudgalavāda, pi. Puggalavāda).
Phân biệt thuyết bộ cùng với Đại chúng bộ, Độc Tử bộ và Nhất thiết hữu bộ là 4 bộ phái có ảnh hưởng lớn nhất trong thời kỳ Bộ phái. Trong thời trị vì của Ashoka, các nhóm Phân biệt thuyết bộ có thể đã tham gia hoạt động truyền giáo ở Gandhara, Bactria, Kashmir, Nam Ấn Độ và Sri Lanka. Đến thế kỷ thứ III sau Công nguyên, ảnh hưởng của nhóm đã lan rộng ở Trung Á và Đông Nam Á. Học thuyết của họ được giải thích trong các bộ Kathavatthu (Luận sự hoặc Ngữ tông).

## Danh pháp và từ nguyên
Từ Vibhajyavāda có thể được phân tích thành vibhajya, nghĩa chung là "phân chia", "phân tích"; và vāda giữ ngữ nghĩa "giáo lý", "giáo lý". Theo Andrew Skilton, việc phân tích các hiện tượng (sa. dharmas) là điểm nhấn và mối bận tâm về mặt giáo lý của các tăng sĩ Vibhajyavādin.
Theo AK Warder, họ được gọi là "những nhà phân biệt" bởi vì họ phân biệt giữa các pháp tồn tại trong hiện tại và quá khứ, và các pháp không tồn tại trong quá khứ và tương lai (trái ngược với Sarvāstivāda).  Điều này được hỗ trợ bởi lời giải thích được đưa ra bởi Đại sư Bhavaviveka ở thế kỷ thứ VI.
Theo Bhante Sujato, Vibhajyavāda có nghĩa là học thuyết "phân biệt" (vibhajanto) các quan điểm chính thống và không chính thống, đặc biệt là thuyết phi Phật giáo về một ngã (atman) và cả thuyết pudgala của các Pudgalavadin. Phương pháp đặc trưng được Đức Phật và những người theo Ngài thời kỳ đầu sử dụng để phá bỏ ý niệm về bản ngã là phương pháp phân tích (vibhajjati) các thành phần của một người và điều tra chúng để thấy rằng họ không có những đặc điểm mà người ta có thể gán cho một bản ngã. Do đó, sẽ hợp lý khi thuật ngữ này đề cập đến "phong trào Vi diệu pháp như một cách tiếp cận phân tích đối với Giáo pháp nói chung, và như một sự phê phán về 'cái tôi' nói riêng". 

## Tổng quan

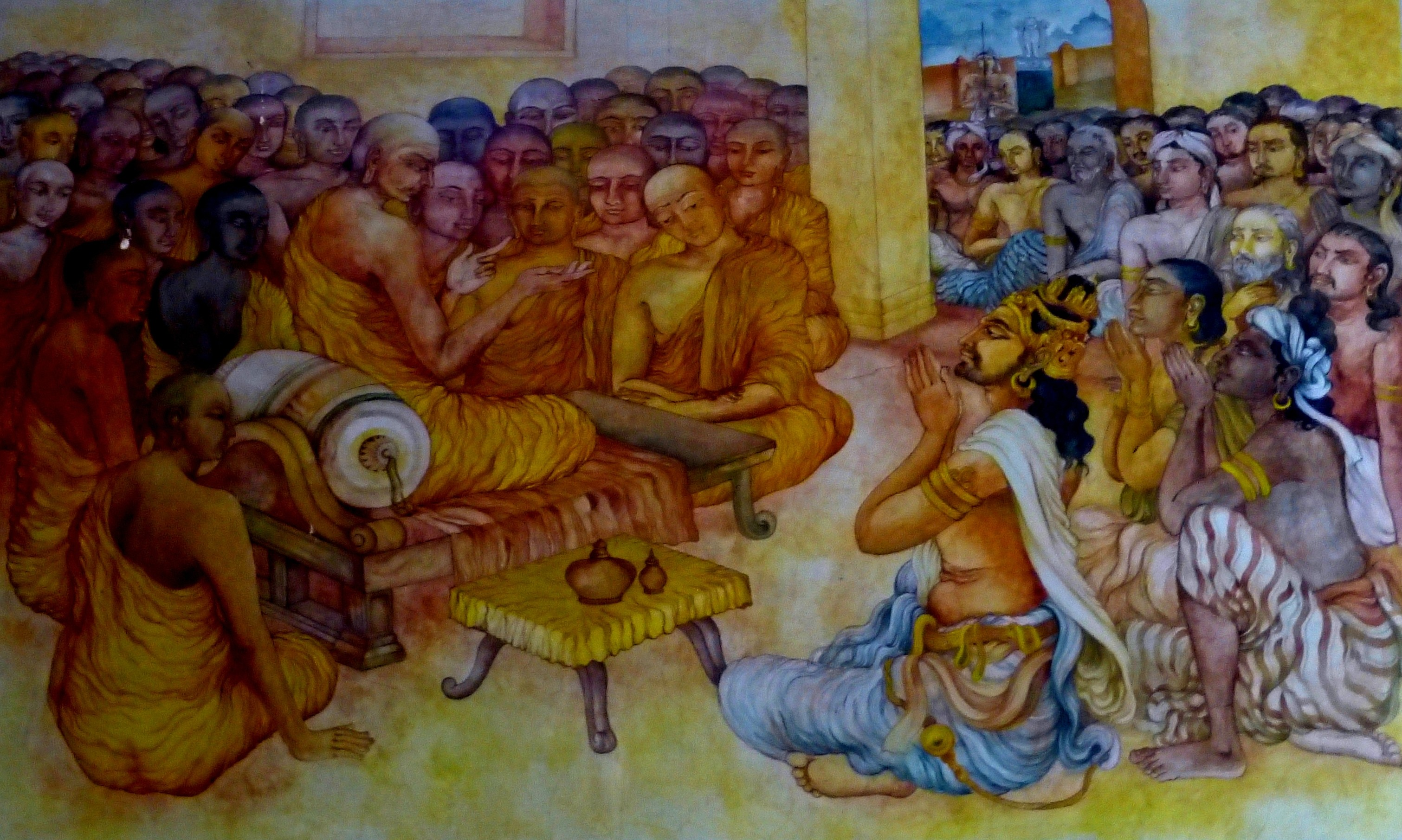
Theo truyền thống Theravada, Trưởng lão Moggaliputta-Tissa đã bảo vệ học thuyết Vibhajyavāda dưới thời Aśoka tại Đại hội kết tập lần thứ ba.

Vibhajyavādin là danh xưng chung cho một nhóm tăng sĩ Phật giáo sơ kỳ, mà theo truyền thống của Theravada, nhóm này đã bác bỏ giáo lý Sarvastivada tại Đại hội kết tập lần thứ ba (tuy nhiên các học giả hiện đại đặt câu hỏi về các tường thuật về đại hội này).  Danh xưng Vibhajyavādin có nghĩa là "những người phân biệt," và được dùng chỉ chung cả các nhóm tăng sĩ Kāśyapīya, Mahīśāsaka và Dharmaguptaka. Phái Vibhajyavādin có ảnh hưởng mạnh mẽ ở miền nam Ấn Độ, nơi họ tự gọi mình là Theriya (Trưởng lão). Nhánh này tồn tại cho đến thế kỷ XVII ở miền nam Ấn Độ, và ở Sri Lanka, dần biến đổi thành Theravadin.
Truyền thống Theravada truy dòng truyền thừa của Vibhajyavāda về tôn giả Ưu-bà-ly Tại Đại hội kết tập thứ hai, một nhóm các trưởng lão ở Tây nam Avanti  đã phát triển học thuyết Phân biệt. Tuy nhiên, theo các học giả hiện đại, thuyết Phân biệt không có bằng chứng khảo cứu cho đến tận thời kỳ A-dục vương, với cuộc tranh biện nổi tiếng tại Đại hội kết tập thứ ba của trưởng lão Moggaliputta-Tissa. Về sau, theo chân phái đoàn truyền giáo của tôn giả Ma-hi-đà, Phật giáo được truyền vào Sri Lanka, hình thành Xích đồng diệp bộ, một tiền thân của Theravada sau này.
Các Vibhajyavādin bác bỏ tuyên bố của Sarvāstivāda rằng tất cả các pháp tồn tại trong quá khứ, hiện tại và tương lai. Thay vào đó, họ phân biệt giữa các pháp "tồn tại" và các pháp không tồn tại, do đó có tên là "các nhà phân biệt". Vibhajyavādin chủ trương rằng các pháp tồn tại trong hiện tại, chứ không phải chúng tồn tại trong tương lai. Đối với các pháp quá khứ, những pháp thiện hay bất thiện đã tạo ra quả hay tác dụng của nó được cho là không tồn tại, nhưng những pháp chưa tạo ra nghiệp quả có thể được cho là có một số hiệu quả. Quan điểm Sarvāstivāda Vijñānakāya được bảo vệ bởi Moggaliputtatissa: "Quá khứ và tương lai không có; hiện tại và vô điều kiện tồn tại." 
Các Vibhajyavādin cũng cho rằng trong tất cả các pháp, chỉ có Niết bàn là pháp vô điều kiện (asankhata), chống lại quan điểm của Nhất thiết hữu bộ cho rằng không gian là pháp vô điều kiện. Một sự khác biệt khác với Sarvāstivāda xoay quanh vấn đề thành tựu dần dần hay đột ngột. Các Vibhajyavādin cho rằng khi nhập lưu, sự hiểu biết về Tứ diệu đế đến ngay lập tức (ekābhisamaya), trong khi Nhất thiết hữu bộ khẳng định rằng điều này chỉ xảy ra dần dần (anupubbābhisamaya). Vibhajyavādin cũng khẳng định rằng các vị A-la-hán không thể thoái lui hoặc rơi trở lại trạng thái thấp hơn một khi họ đã đạt được quả vị A la hán. Các Vibhajyavādin cũng bác bỏ học thuyết về trạng thái trung gian giữa các lần tái sinh (antarabhava).
Giáo lý Vibhajyavādins có thể được tìm thấy trong các tài liệu Kathāvatthu, theo truyền thống Theravada, được cho là của trưởng lão Moggalipputtatissa. Sự xuất hiện sớm nhất của văn bản này có thể có từ thời kỳ Ashoka. Tuy nhiên, cả Theravādin Kathāvatthu lẫn Sarvāstivāda Vijñānakāya đều không chứa bất kỳ tham chiếu nào đến Vibhajyavāda như một bộ phái riêng biệt, cho thấy rằng có lẽ trong thời gian chúng được ghi chép, vẫn chưa có sự chia rẽ chính thức giữa Sarvāstivāda và Vibhajyavāda. 
Trong khi đó, Visuddhimagga của Buddhaghosa, một tác phẩm của Sri Lanka vào thế kỷ thứ V, đề cập rằng Visuddhimagga được viết theo yêu cầu của Sanghaphala, "một thành viên của dòng truyền thừa Mahaviharasin Theriya lừng lẫy, tốt nhất của Vibhajjavādin".

## Các nhánh

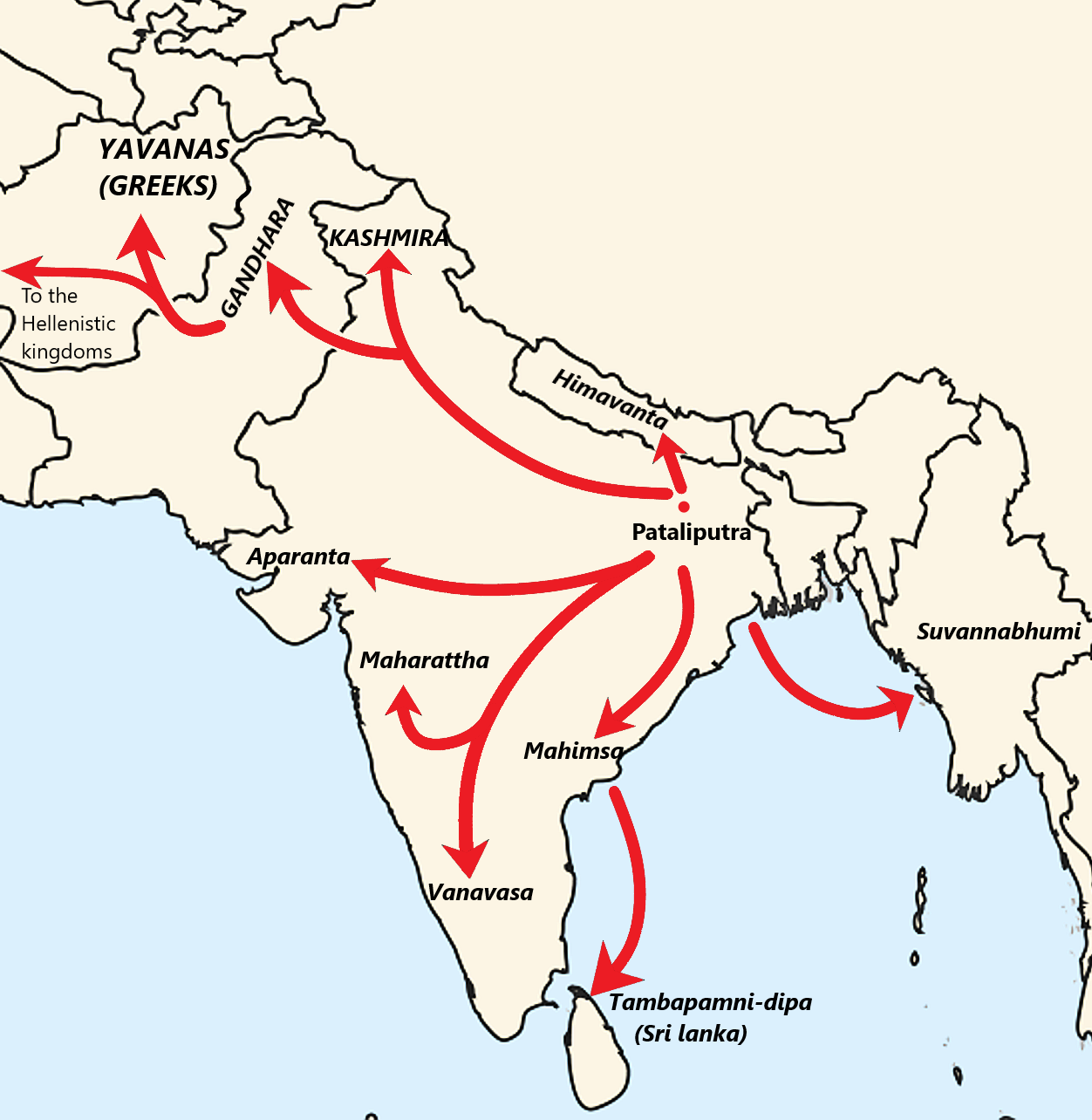
Bản đồ các hướng truyền bá Phật giáo dưới triều đại Ashoka.

Vibhajyavādin không được các truyền thống Phật giáo nguyên thủy ghi lại một cách thống nhất như là một bộ phái riêng biệt, cũng như không gắn liền với bất kỳ một khoảng thời gian nào. Một số học giả tin rằng không có bộ phái "Vibhajyavāda" riêng biệt, nhưng thuật ngữ vibhajyavāda đôi khi được gắn vào tên của một trường phái để chỉ ra rằng nó khác với trường phái chính về một số học thuyết. Theo nghĩa này, họ sẽ là những vibhajyavādin của trường phái cụ thể đó.
Tên này đã được áp dụng cho nhiều cộng đồng tăng sĩ trên khắp tiểu lục địa Ấn Độ. Một số nhóm chính gồm:
- Dharmaguptaka, chủ yếu ở phía Tây Bắc của tiểu lục địa Ấn Độ nhưng cũng lan rộng dọc theo các tuyến đường thương mại Trung Á. Theo Richard Salomon, nhánh này tham gia vào hoạt động truyền giáo và chiếm ưu thế ở Gandhara trong thế kỷ thứ nhất su Công nguyên.
- Kāśyapīya, có lẽ nằm trong cùng khu vực với Dharmaguptaka.
- Mahīśāsaka, như trên nhưng cũng có ở các vùng khác của lục địa Ấn Độ.
- Tambapaṇṇiya (sa. Tamraparṇiya, sau này được gọi là Mahāvihāravāsin và Theravada), được thành lập ở Sri Lanka (tại Anuradhapura) nhưng cũng hoạt động ở Andhra và các vùng khác của Nam Ấn Độ (Vanavasa ở Karnataka hiện đại) và sau đó trên khắp Đông Nam Á. Bằng chứng chữ khắc đã được tìm thấy ở Amaravati và Nagarjunakonda.[3]

Bhante Sujato, trong bài tổng quan về các bộ phái Dharmaguptaka và Mahāvihāravāsin, đã lập luận rằng sự chia rẽ giữa họ không phải do bất kỳ sự khác biệt nào về giáo lý hay giới luật, mà chi đơn thuần do khoảng cách địa lý.
Theo LS Cousins, sự hình thành của các bộ phái này có lẽ là từ các hoạt động truyền giáo vào khoảng thời kỳ vua A Dục và vào các vùng Kashmir, Gandhara, Bactria, Andhra và Sri Lanka. Ông kết luận:
Vibhajjavadin thực sự là trường phái chiếm ưu thế ở Ceylon và Gandhara vào thời kỳ đầu, cũng như có mặt, nếu không muốn nói là chiếm ưu thế, ở các khu vực khác của Trung Á, Trung Quốc, Nam Ấn Độ và Đông Nam Á muộn nhất là vào khoảng thế kỷ thứ III. Không có trường phái nào khác có mức tương đương vào thời điểm này.

## Quan điểm bộ phái
Nhánh Theravādin Mahavihara của Sri Lanka là hậu duệ của các Sthavira Vibhajyavādin ở Nam Ấn Độ, những người đã sử dụng ngôn ngữ Pali, hơi khác với các trường phái Sthavira phía bắc, vốn dùng tiếng Phạn.  Theravādin cho rằng Vibhajyavāda là học thuyết được ưa chuộng trong một Đại hội kết tập diễn ra ở Pataliputra dưới thời Ashoka. Tuy nhiên, như Gethin lưu ý, các nguồn lại khá mâu thuẫn nhau về vấn đề này.
Sammatīya (còn gọi là Pudgalavadin) cũng đề cập đến Vibhajyavādin. Theo tài liệu của Sammatīya, nhánh Vibhajyavādin được phát triển từ Sarvāstivāda.
Sarvāstivādin Abhidharma Mahāvibhāṣa Śāstra mô tả Vibhajyavādin là loại dị giáo "phản đối, ủng hộ các học thuyết có hại và tấn công những người tuân theo Giáo pháp chân chính".
Mahāsāṃghika coi Vibhajyavādin là nhánh gốc của Tăng-già, từ đó hình thành 3 nhánh: Sthavira, Mahāsāṃghika và Vibhajyavādin. Mahāsāṃghika liệt kê các nhánh Mahīśāsaka, Dharmaguptaka, Kāśyapīya, và Tāmraparnīya (Theravada) là hậu duệ của Vibhajyavādin. Bản thân nhánh Mahāsāṃghika, cùng với Prajñaptivāda, được ưu tiên gọi là Bahuśrutiya -Vibhajyavādin. 